# Piotr Słonimski (1922–2009)
Piotr Słonimski (ur. 9 listopada 1922 w Warszawie, zm. 25 kwietnia 2009 w Paryżu) – francuski genetyk polskiego pochodzenia, pionier badań nad genetyką mitochondriów.

## Życiorys
W latach 1934–1940 czył się w I Państwowym Gimnazjum i Liceum im. Stefana Batorego w którym w 1940 zdał maturę na tajnych kompletach. Później również na tajnych kompletach studiował medycynę (1941–1944). Podczas okupacji był żołnierzem Armii Krajowej w stopniu podchorążego. Walczył w powstaniu warszawskim, pseudonim „Prot”. W 1947 uzyskał doktorat na Uniwersytecie Jagiellońskim i wyemigrował do Francji z powodu represji za przynależność do AK. Podczas stanu wojennego ufundował stypendium dla polskich naukowców, którzy stracili pracę w wyniku represji.
Członek Akademii Nauk we Francji i najmłodszy dyrektor francuskiego laboratorium biologicznego. W latach 1971–1991 był dyrektorem Centrum Genetyki Molekularnej CNRS w Gif-sur-Yvette niedaleko Paryża.
Był zagranicznym członkiem Wydziału II – Nauk Biologicznych PAN oraz Wydziału IV – Przyrodniczego PAU.
W 1980 został współzałożycielem i pierwszym prezesem Association Solidarité France Pologne.

## Praca naukowa
Był pionierem genetyki mitochondriów i jednym z odkrywców dziedziczenia pozajądrowego (w tym wypadku dziedziczenia mitochondrialnego). Podczas prac nad genetyką mitochondriów zaproponował m.in. istnienie maturaz – rodziny enzymów biorących udział w splicingu niedojrzałego mRNA. Prace Słonimskiego stały się podstawą nowoczesnej genetyki mitochondriów i należą do najczęściej cytowanych w tej dziedzinie.
Pod koniec lat osiemdziesiątych Słonimski silnie wspierał projekt zsekwencjonowania genomu drożdży, a jego działania w tym kierunku były kluczowe dla powodzenia tego przedsięwzięcia.

## Życie prywatne
Był synem nauczycielki Janiny z d. Sobeckiej i lekarza i biologa Piotra Słonimskiego (1893–1944), brata Antoniego Słonimskiego (1895–1976). Jego dziadkiem był lekarz Stanisław Słonimski (1853–1916), pradziadkiem pisarz, matematyk, astronom i wynalazca Chaim Zelig Słonimski (1810–1904), a prapradziadkiem wynalazca Abraham Stern (zm. 1842).

## Nagrody (m.in.)
- W 1985 otrzymał Złoty Medal CNRS, najwyższe odznaczenie naukowe we Francji
- Za osiągnięcia naukowe otrzymał polską Nagrodę Prezesa Rady Ministrów.
- 5 maja 2009 nadano mu pośmiertnie Krzyż Komandorski z Gwiazdą Orderu Odrodzenia Polski[11].
- Otrzymał doktoraty honoris causa uniwersytetów w Louvain-la-Neuve, Warszawie[12] i Wrocławiu[13]